# باریک‌انگشتیان
باریک‌انگشتیان (نام علمی: Leptodactylinae) نام یک زیرخانواده از تیره قورباغه‌های جنوبی است.

## سرده‌ها
- Adenomera Steindachner, ۱۸۶۷.
- Edalorhina Jiménez de la Espada, ۱۸۷۱.
- Hydrolaetare Gallardo, ۱۹۶۳.
- Leptodactylus Fitzinger, ۱۸۲۶.
- Limnomedusa Fitzinger, ۱۸۴۳.
- Lithodytes Fitzinger, ۱۸۴۳.
- قورباغه‌های کوتوله Fitzinger, ۱۸۲۶.
- قورباغه‌های چهارچشمی Tschudi, ۱۸۳۸.
- Pseudopaludicola Miranda-Ribeiro, ۱۹۲۶.
- Vanzolinius  Heyer, ۱۹۷۴.